# محوطه چهل رودبار
محوطه چهل رودبار در شهرستان سمنان، بخش مهدیشهر، روستای فولاد محله واقع شده و این اثر در تاریخ ۵ آذر ۱۳۸۰ با شمارهٔ ثبت ۴۴۳۶ به‌عنوان یکی از آثار ملی ایران به ثبت رسیده است.